# غلامحسین شافعی
غلامحسین شافعی (زاده ۱۳۳۰، قائن، خراسان جنوبی) تاجر و رئیس دوره هفتم، هشتم و نهم اتاق بازرگانی ایران بوده‌است. رئیس اتاق ایران عضو شورای پول و اعتبار، عضور شورای اقتصاد، عضو هیئت واگذاری و رئیس اتاق بازرگانی و صنعت اکو نیز هست. غلامحسین شافعی نایب‌رئیس اتاق بازرگانی ایران، ریاست اتاق بازرگانی مشهد و رئیس شورای ملی زعفران نیز بوده‌است.

## تحصیلات
غلامحسین شافعی فارغ‌التحصیل رشته مدیریت صنعتی از دانشگاه تهران است.

## فعالیت‌ها
شافعی در ۱۰ آذر ۱۳۹۲ در پی استعفای محمد نهاوندیان به ریاست اتاق بازرگانی، صنایع، معادن و کشاورزی ایران برگزیده شد و این سمت را تا خرداد ۱۳۹۴ (انتهای دوره هفتم) برعهده داشت.وی مجدداً در ۱۴ شهریور ۱۳۹۵، به دنبال استعفای محسن جلال‌پور و با رأی اعضای هیئت نمایندگان اتاق ایران، به عنوان رئیس اتاق بازرگانی ایران انتخاب شد و این سمت را تا خرداد ۱۳۹۸ (انتهای دوره هشتم) برعهده داشت. در ۲۶ خرداد ١٣٩٨ برای دوره چهارساله دیگری با رأی هیئت نمایندگان اتاق ایران برای بار سوم به ریاست اتاق بازرگانی انتخاب شد و این سمت را تا خرداد ۱۴۰۲ (انتهای دوره نهم) برعهده داشت.

## مسئولیت‌های اجرائی
- جانشین و قائم مقام ریاست اتاق بازرگانی، صنایع، معادن و کشاورزی ایران (سال ۱۳۹۲)
- نائب رئیس اول اتاق بازرگانی، صنایع، معادن و کشاورزی ایران (دوره هفتم)[۹]
- عضو شورای هماهنگی امور بین‌الملل اتاق بازرگانی، صنایع، معادن و کشاورزی ایران
- عضو شورای سیاستگذاری نشریه ماهنامه اتاق بازرگانی، صنایع، معادن و کشاورزی ایران
- عضویت شورای پژوهشی اتاق بازرگانی، صنایع، معادن و کشاورزی ایران